# Петрик Василь Михайлович
Петрик Василь Михайлович - український науковець, архітектор, археолог, кандидат архітектури, доцент кафедр архітектури та реставрації і дизайну та основ архітектури Інституту архітектури та дизайну, Національного університету «Львівська політехніка», член УНК ІКОМОС, Національної Спілки Архітекторів України, Українського товариства охорони пам’яток історії та культури, дослідник давньої української архітектури ХІ-ХІІІ ст.

## Біографія
Народився 2 серпня 1971 року в місті Дрогобичі. У 1988 -94 рр. навчався на Архітектурному факультеті Львівської політехніки. З 1990 року почав працювати в Галицькій архітектурно-археологічній експедиції. У 1994-97 рр. навчався в аспірантурі при кафедрі РРАК, у 1997-1999 рр. – науковий співробітник Регіонального науково-дослідного центру «Рятівна археологічна служба». З 1999 р. працював викладачем Дрогобицького державного педагогічного університету ім.І.Франка, інженером кафедри РРАК, на посаді провідного архітектора Науково-дослідної лабораторії №104 Національного університету "Львівська політехніка" (науковий керівник – д.арх., проф. М.В.Бевз) виконував ряд науково-дослідних та проектних робіт на пам'ятках давнього Галича, зокрема: 1) Ескізний проект консервації та музеєфікації фундаментів Успенського собору та каплиці св.Василія в с.Крилосі (2001 р.); 2) Ескізний проект благоустрою території Успенської церкви в с.Крилосі. Серед науково-дослідних і проектних розробок впроваджуються також «Генеральний план розвитку Державного історико-культурного заповідника у м.Белзі», «Концепція розвитку м.Белза».
З 2002 р. працює також заступником директора, головним архітектором Державного історико-культурного заповідника в м.Белзі. У 2021-2022 роках працював на посаді начальника Управління охорони об'єктів культурної спадщини Департаменту архітектури та розвитку містобудування Львівської ОДА. У 2022-2024 роках працював на посаді начальника відділу Міністерства культури та інформаційної політики України.
У 2003 р. захистив кандидатську дисертацію «Архітектурно-просторова організація стольних городів Галицької землі XI - XIII століть.
З 2006 р. – доцент кафедри архітектури та реставрації, з 2025 р. - доцент кафедри дизайну та основ архітектури Інституту архітектури та дизайну Національного університету "Льівська політехніка".